# 四位晴果
四位晴果（12月7日—），日本漫畫家。女性。福岡縣出身。

## 作品一覽
- 末世紀魔石傳說（日语：メテオド）（2007年19號－2008年7号，全4冊，原名《メテオド（日语：メテオド）》）
- 少爺與保鑣（2009年6月号－2015年8月號，全12冊，原名《よしとおさま!》）

## 師父
- 田邊伊衛郎